# アル＝ムアタシム＝ビッラーフ・アル＝カッザーフィー
アル＝ムアタセム＝ビッラーフ・アル＝カッザーフィー（アラビア語：مُعْتَصِمٌ بِٱللهِ ٱلْقَذَّافِيّ、英語:Mutassim Kadhafi、1974年12月18日 - 2011年10月20日）は、リビアの軍人、医師、政治家。ムアンマル・アル＝カッザーフィー（カダフィ）の五男。父の下で国家安全保障会議顧問・警護隊司令官としてリビアの外交・軍事政策を担当し、兄セイフ・アル＝イスラム・ムアンマル・アル＝カッザーフィーと共にカダフィの有力な後継候補と見られていた。

## 来歴

### カダフィ政権

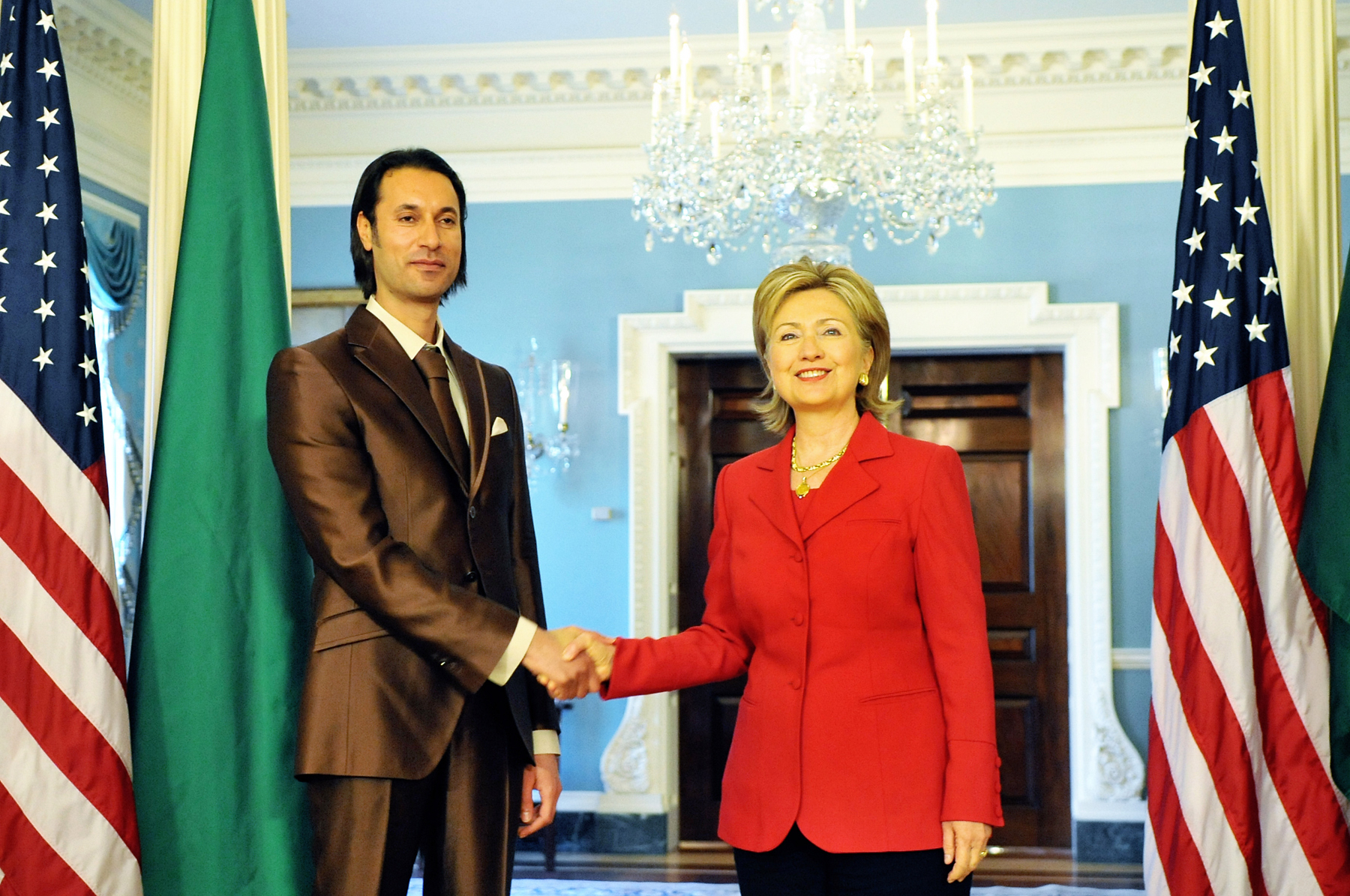
ヒラリー・クリントンと会談するムアタシム

1997年にトリポリのアル＝ファティ大学を卒業し医学博士号を取得するが、卒業後にクーデターを計画していたことが発覚しエジプトに脱出した。
脱出後はエジプトの陸軍士官学校で軍事訓練を受け、1998年に中尉に任官し、2005年に中佐に昇進した。2006年に父と和解しリビアに帰国、同年中に東洋アフリカ研究学院で4週間程言語学を学んだことが確認されている。
2007年に国家安全保障会議顧問に任命され、リビアの外交・軍事政策を任されることになった。2008年には国家安全保障会議独自の部隊を組織するため、国営石油会社NOC総裁に12億ドルを拠出するように命令している。
2009年4月には訪米し、ヒラリー・クリントン国務長官と会談した。また、上院議員のジョン・マケイン、ジョー・リーバーマンとも会談し、リビアへの軍事支援を求めている。

### リビア内戦
2011年リビア内戦では部隊を指揮しブレガの反カダフィ勢力と戦うが、ブレガの奪還に失敗している。トリポリ陥落後はスルトに撤退し防衛の指揮を執る（スルトの戦い）が、10月12日にリビア国民評議会の部隊に拘束された。ベンガジに移送されたとの報道もあったが、10月20日、スルト市内で拘束された父と共に兵士から罵倒される映像が記録されたのを最後に消息を絶ち、死亡が確認された。アル＝アラビーヤが首に銃弾を受けたムアタシムの遺体写真を公開しており、射殺されたと見られている。
遺体は10月22日から24日までシルトにある市場の冷蔵室で父の遺体と共に市民に公開された後、25日に極秘裏に埋葬された。

## 私生活
トリポリ市内の50もの地下室を持つ巨大な施設に居住していた。
国家安全保障会議顧問に任命された頃から、カリブ海の豪邸にビヨンセ、マライア・キャリー、ジョン・ボン・ジョヴィ、リンジー・ローハン、ジェイ・Z、50セント、ネリー・ファータド、アッシャーらを呼びプライベート・パーティーを頻繁に開いていた。招待されたアーティストの内、ビヨンセは受け取った報酬100万ドルを2010年のハイチ地震のために全額寄付し、リビア内戦勃発後にはファータドも報酬の全額寄付を表明した。また、ビヨンセは「プロモーターを介した依頼で、誰のためのパフォーマンスか知らなかった」とコメントし、新曲の売り上げを人権問題のために使用すると表明した。
2011年10月、イタリア人ファッションモデルのヴァネッサ・ヘスラーが、ムアタシムと4年間交際していたことを公表した。これに対し、ドイツの通信会社テレフォニカドイツは、ムアタシムとの過去の交際を理由にヘスラーとの契約を破棄している。